# JR西日本125系電聯車
JR西日本125系電聯車（日语：／ 125-kei densha）是西日本旅客鐵道（JR西日本）自2003年3月起，使用於區間通勤列車的直流电聯車。本型車是國鐵分割以後各個旅客鐵道新造車輛中，第二種車廂兩端都有駕駛室的車輛（第一種是JR四國7000型電聯車）。JR西日本經常將國鐵時代的近郊型電聯車，縮短編組與更新內裝後投入行駛地方路線。但由於小濱線與加谷川線的電氣化工程得到了沿線地方政府的補助，因此JR西日本將新車投入使用，其設計理念著重節約能源、提高效率和舒適性。
JR西日本沿襲國鐵時代將通勤型、近郊型的車型編號區別；車型第二位數字2通常表示是近郊型車輛。但本型車用以替代小濱線與加谷川線的一般通用型柴聯車，雖然是通勤型車輛，車型編號卻屬於通用型車輛。

## 設計
125系電聯車的設計基於223-2000 系電聯車，使用不銹鋼車身，端面為普通鋼。車廂每側有兩組滑門。但基於223型2000系的車體構造，是允許在車側中部再增加一組滑門的。和223型一樣有五個窗口，塗裝在端面的擋風玻璃下方，以及車側的窗戶上方與下方，有翠綠色帶。端面有貫通門。駕駛室旁邊有小型側窗。採用與207型一樣的警笛。
2003 年交付的第二批次車 (クモハ 125-9~12）的前端裙板加大，車窗顏色較深。 
設計上可以單人控制、單車運轉。主要系統設備都有兩套，以便在發生事故或故障時有備份系統。
控制系統採用東洋電機製造的PWM-IGBTVVVF逆變器控制裝置，每部控制裝置控制一部馬達。若有一個控制裝置故障，仍可用剩下的另一組系統運行。本型車也有能力與207、221、223等型電聯車聯控運轉。。
使用籠式三相感應馬達（型號WMT102B-T），額定輸出功率220千瓦/小時。採用電氣指令式空氣軔機，配備再生軔機，且在每個轉向架獨立裝置，以策安全。
前端裝有一組不銹鋼製的WPS28A單臂受電弓。最初只有車號7、8兩輛車有除霜集電弓。小濱線2003年電氣化以後，經常因架空線凍結影響行駛，後來車號 6-8、11 和 12 等車配有除霜集電弓。
前側裝有動力轉向架（WDT59A），後側為無動力轉向架（WTR243B）。兩者都是輕型無枕樑轉向架。

## 内裝
內裝以223型電聯車基礎，客室两端是3人座縱向座椅。，中部為 2+2 配置的橫排座椅。 
第一批次車原先為了讓輪椅乘客可以輕鬆通過，車體中部使用1+2配置的橫排座椅，並在車體中央預定要加裝車門的地方將座位留空。不過開始營運後，沿線地方反映座位不足，行駛小濱線的車輛（車號1-8號）在2003年12月至2004年1月期間，由地方政府出資改造為2+ 2配置的橫排座椅，原先留空的位置也加裝了座椅。不過行李架上的座位號碼並未更換。 
後門旁有無障礙西式廁所。廁所對面設有輪椅空間。車窗玻璃使用灰色防紫外線玻璃。

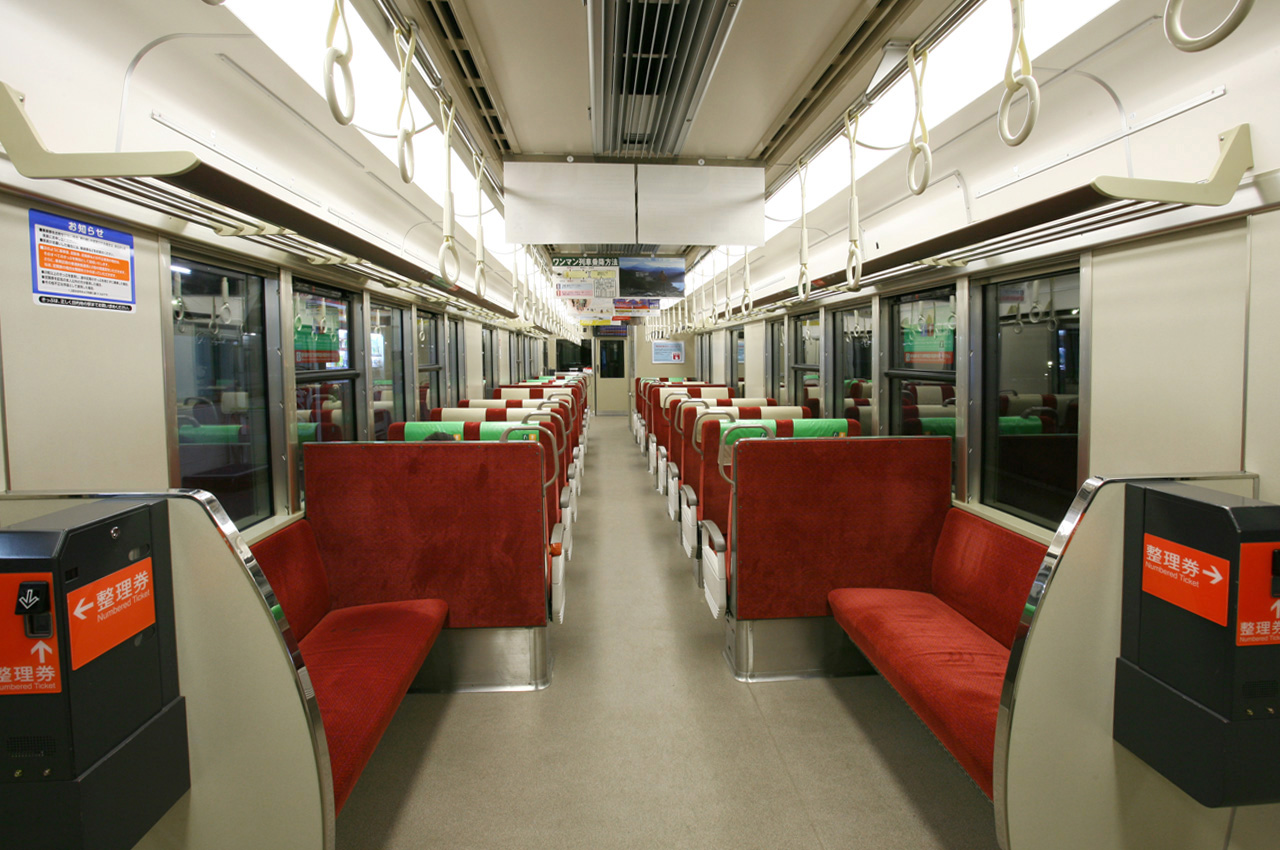
車廂內部（クモハ 125-16，2008 年 4 月）
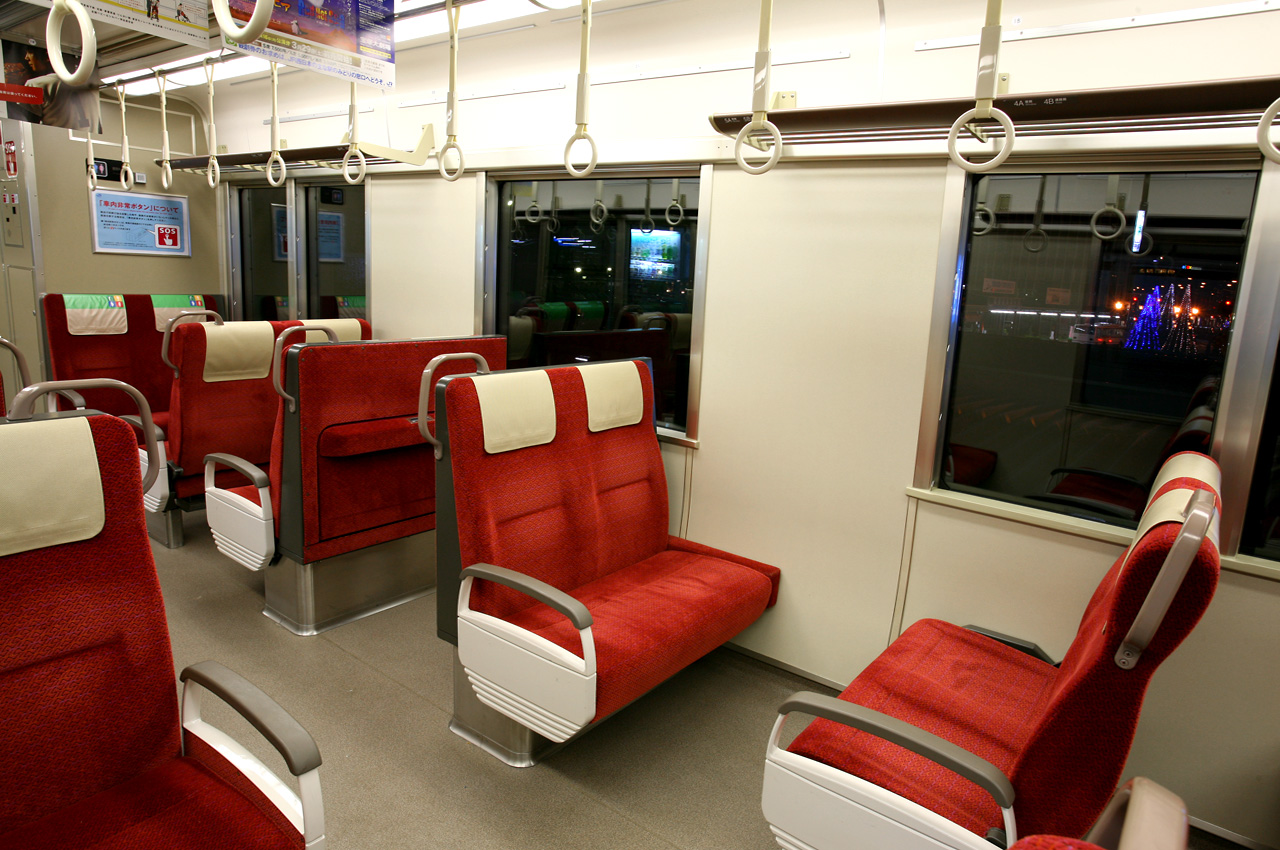
座椅方向可改變（クモハa 125-16，2008 年 4 月）
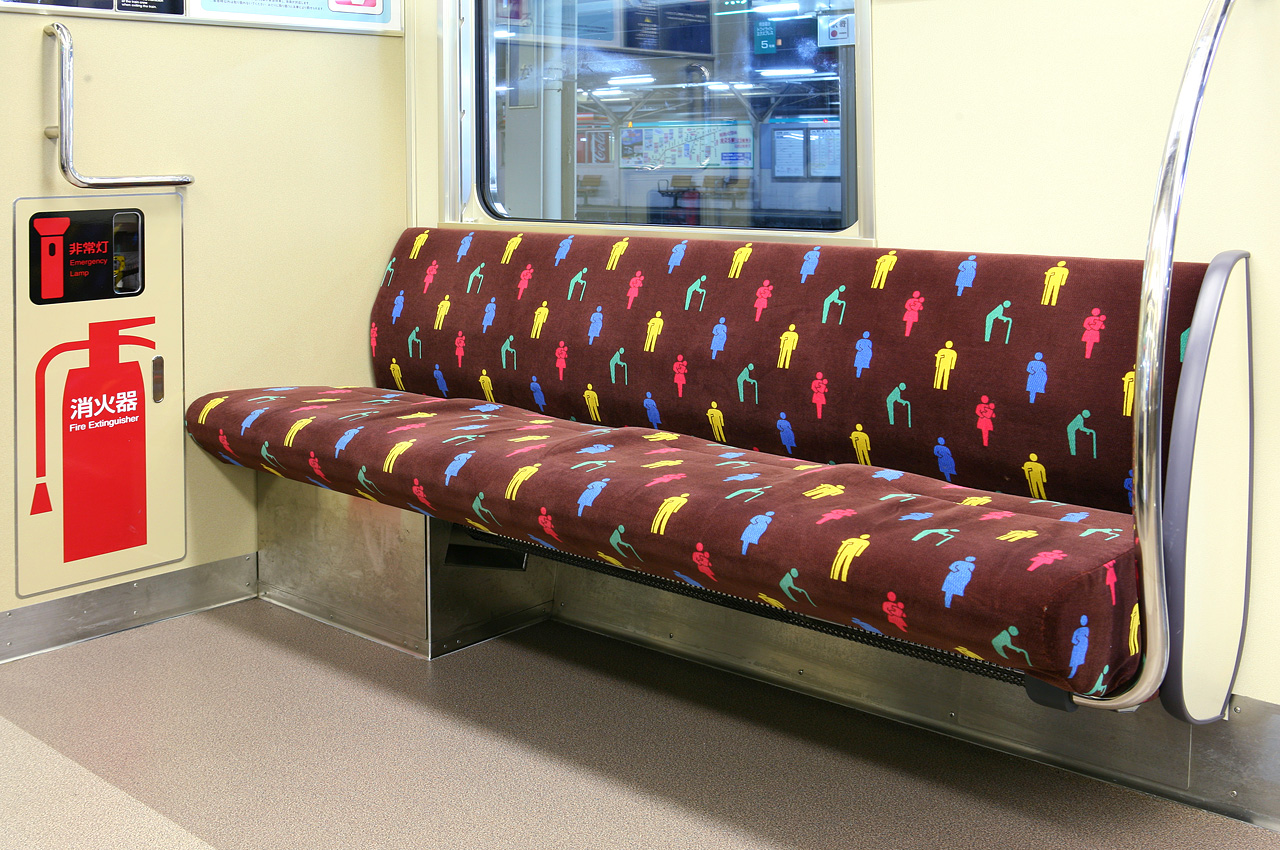
优先座位（クモハ 125-16，2008 年 4 月）
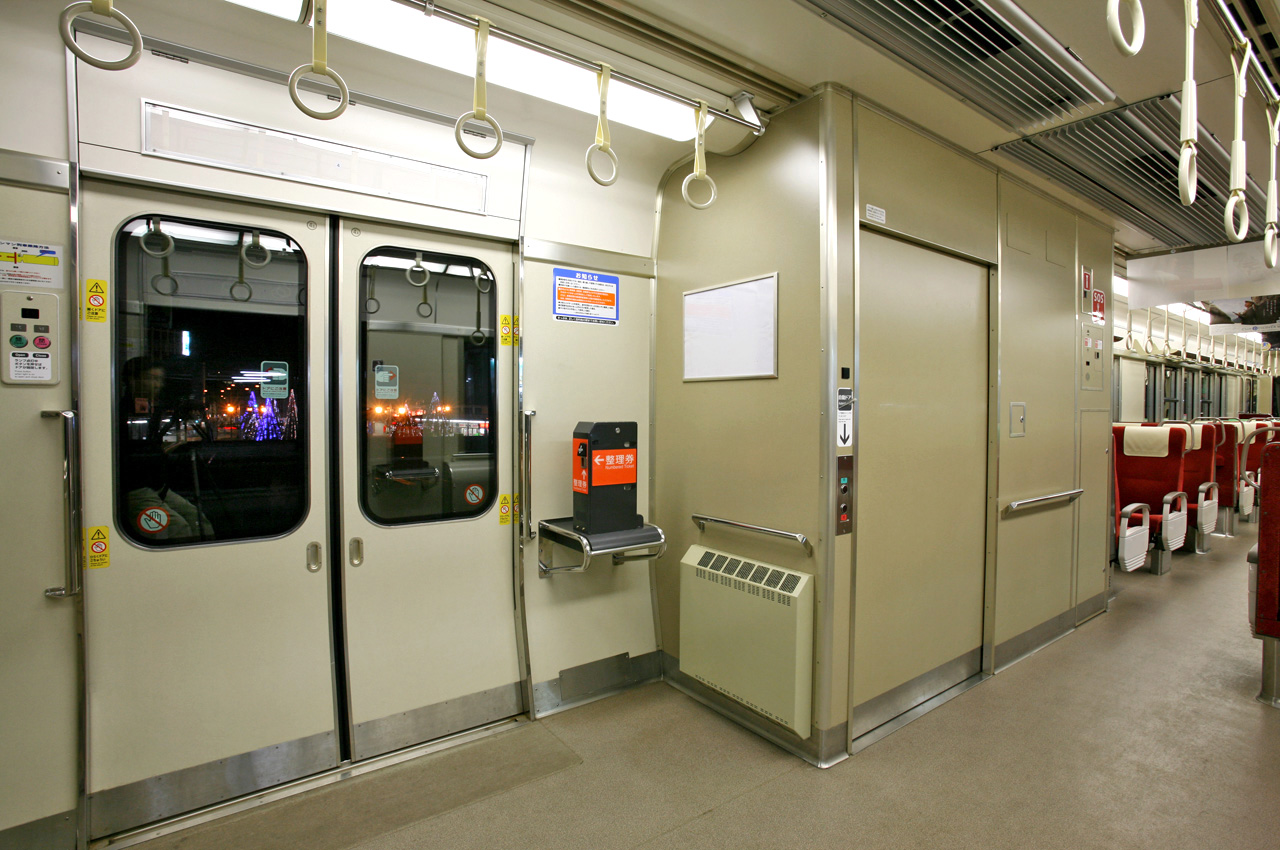
車門和厕所（クモハ 125-16，2008 年 4 月）

## 各批次車輛

### 第一批次
第一批次的八輛車（クモハ 125-1~8）由川崎重工於 2002 年 12 月制造。小濱線敦賀站和東舞鶴站之間的直流電氣化完成，本型車於2003 年 3 月 15 日開始營運於小濱線。由於敦賀當時仍使用交流電，在敦賀站內只有小濱線的路線以及相關的側線是直流電，因此本型車最初配屬於福知山列車區，從2006年10月21日起改配屬於金澤支所敦賀地域鐵道部。

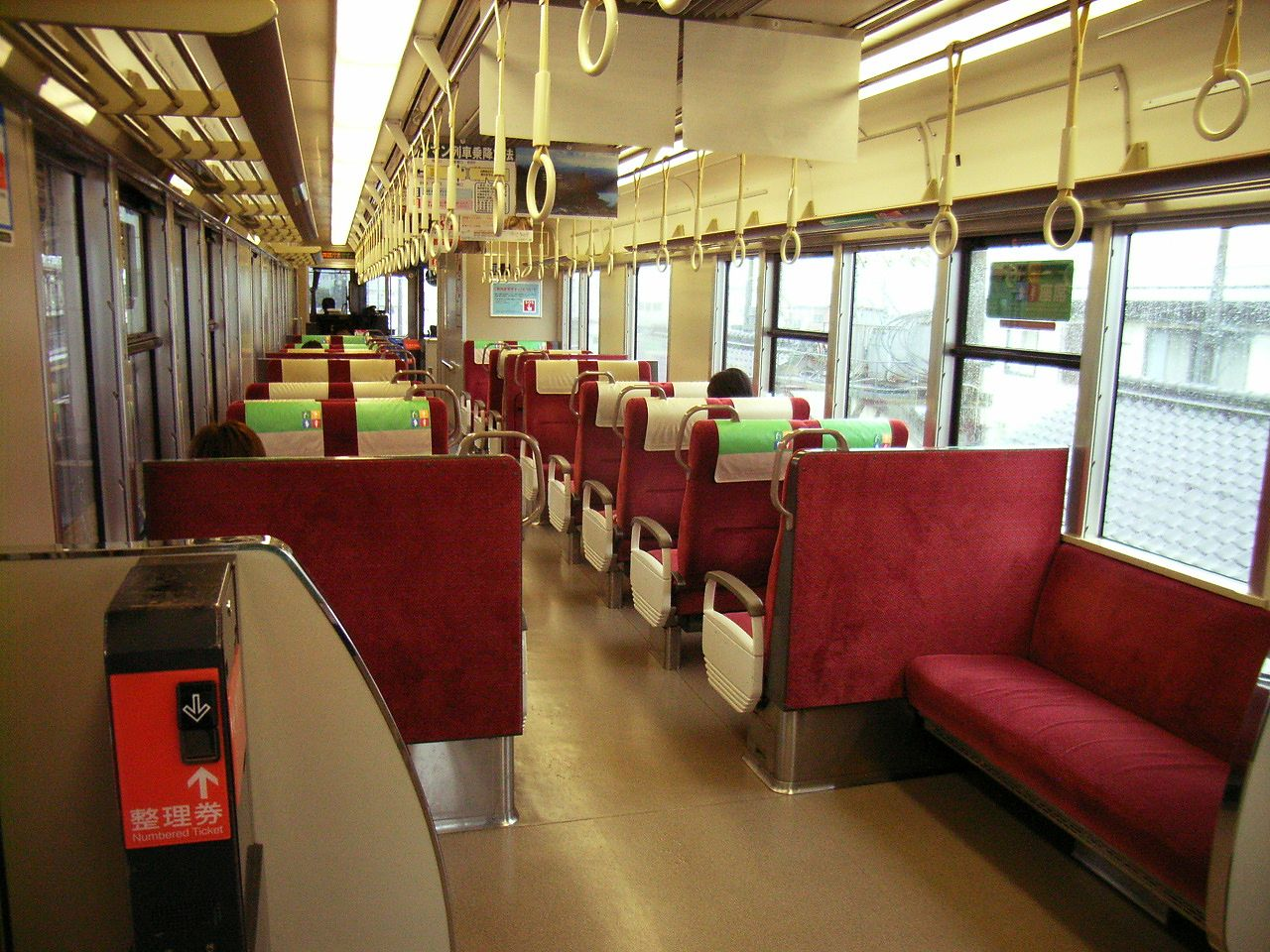
更換座椅後的第一批次車內部。
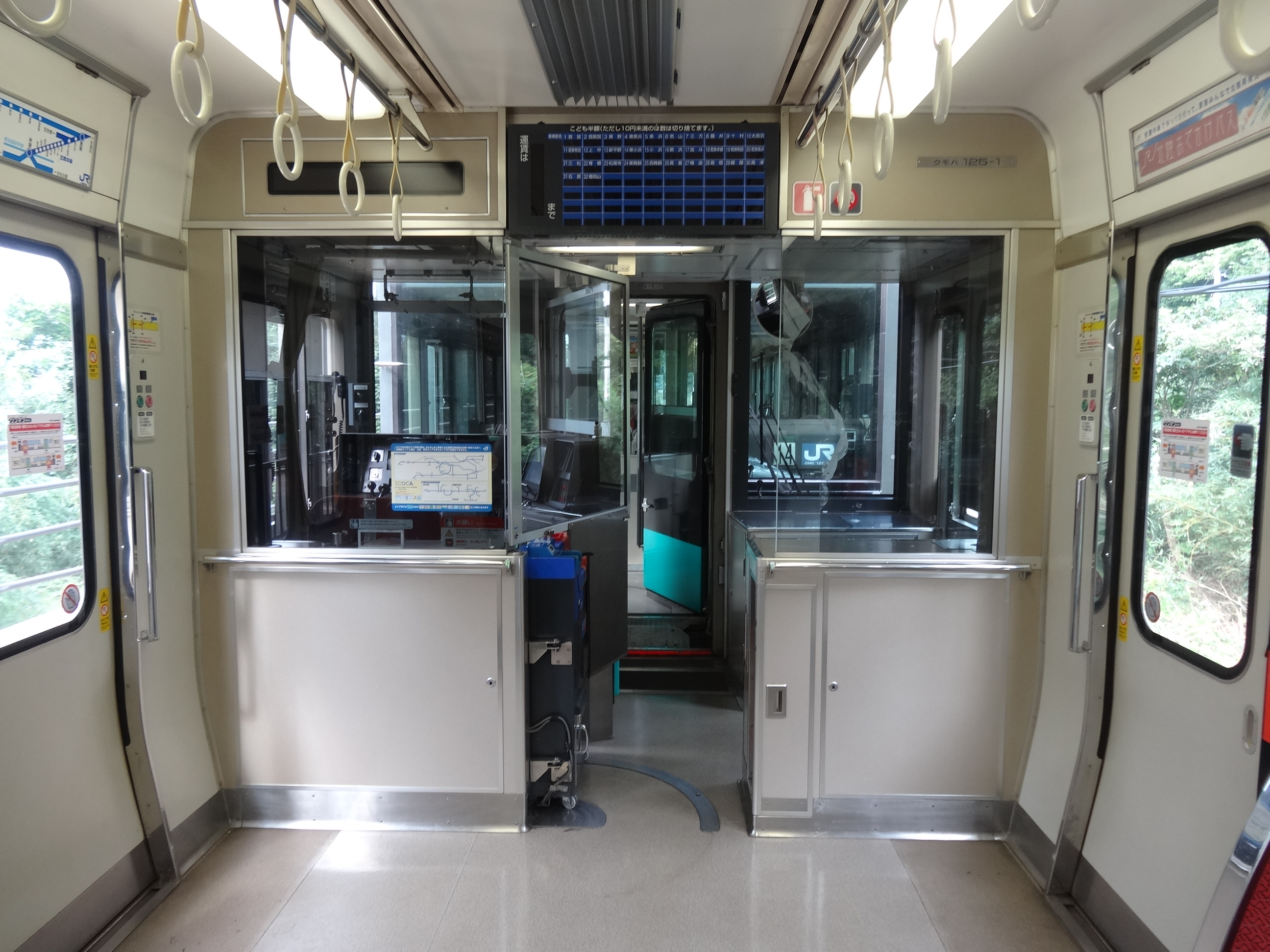
具有相對開放的結構。

### 第二批次
因應加谷川線加谷川站至谷川站區間電氣化，於2004 年 9 月又製造了四輛車（クモハ 125-9-12），從 2004 年 12 月 19 日開始行駛。 四輛車都配屬於近畿統括總部、網干綜合車輛所的加古川派出所。
與第一批次相比，異動如下：
- 側窗改用更能阻斷紫外線、強度更高的玻璃。
- 加強端面的排障器。
- 為了防止臭氧層破壞，冷氣系統採用不同冷媒。
- 集電弓改為改為鋁製，型號 WPS28B。[4]
- 橫排座位採1+2配置。大多數座位可以改變方向。
- 助手座安裝工作檯。
- 配合場站設備，本批次車的廁所污水處理系統與第一、第三批次不同。

### 第三批次
2006年再新造六輛車 (クモハ 125-13–18) 。這是因為北陸本線長濱站-敦賀站、湖西線永原站-近江鹽津站區間，在2006年9月24日由交流電變更為直流電。於 2006 年 10 月 21 日，新造的六輛車投入營運。  第三批次車輛造價每輛車 1.8 億日元，全由滋賀縣和福井縣政府負擔。所有車輛都配屬於敦賀地域鐵道部、敦賀運轉中心車輛管理室。
變動如下：
- 燈罩和博愛座貼紙改為與321系列相同。
- 橫排座椅採2+2配置。
- 第一與第二批次車輛，駕駛室與座艙之間以收費箱分隔。本批次則改為以滑門分隔，滑門滑向助手座一側。
- 前方外型些微不同
- 票價顯示器增加了敦賀-米原區間、近江鹽津-近江今津間的站名（第一批次僅顯示敦賀－福知山區間）。

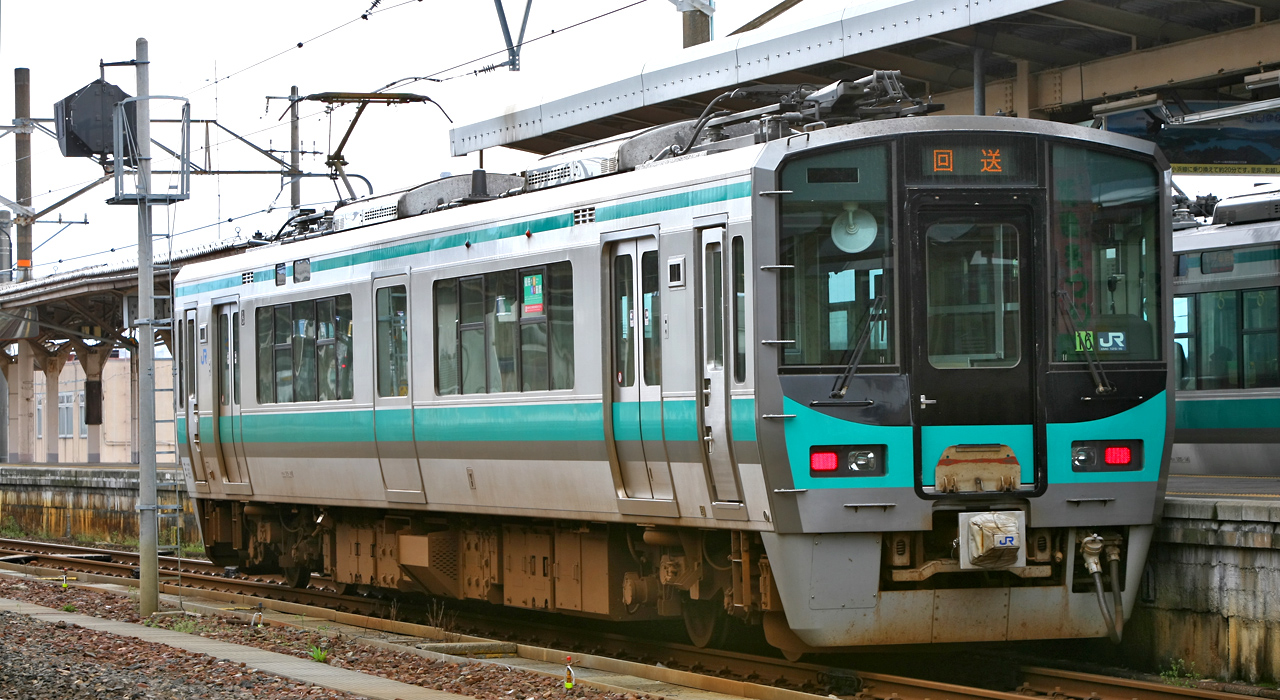
第三批次車クモハ125-16（座位號碼1・3位側）
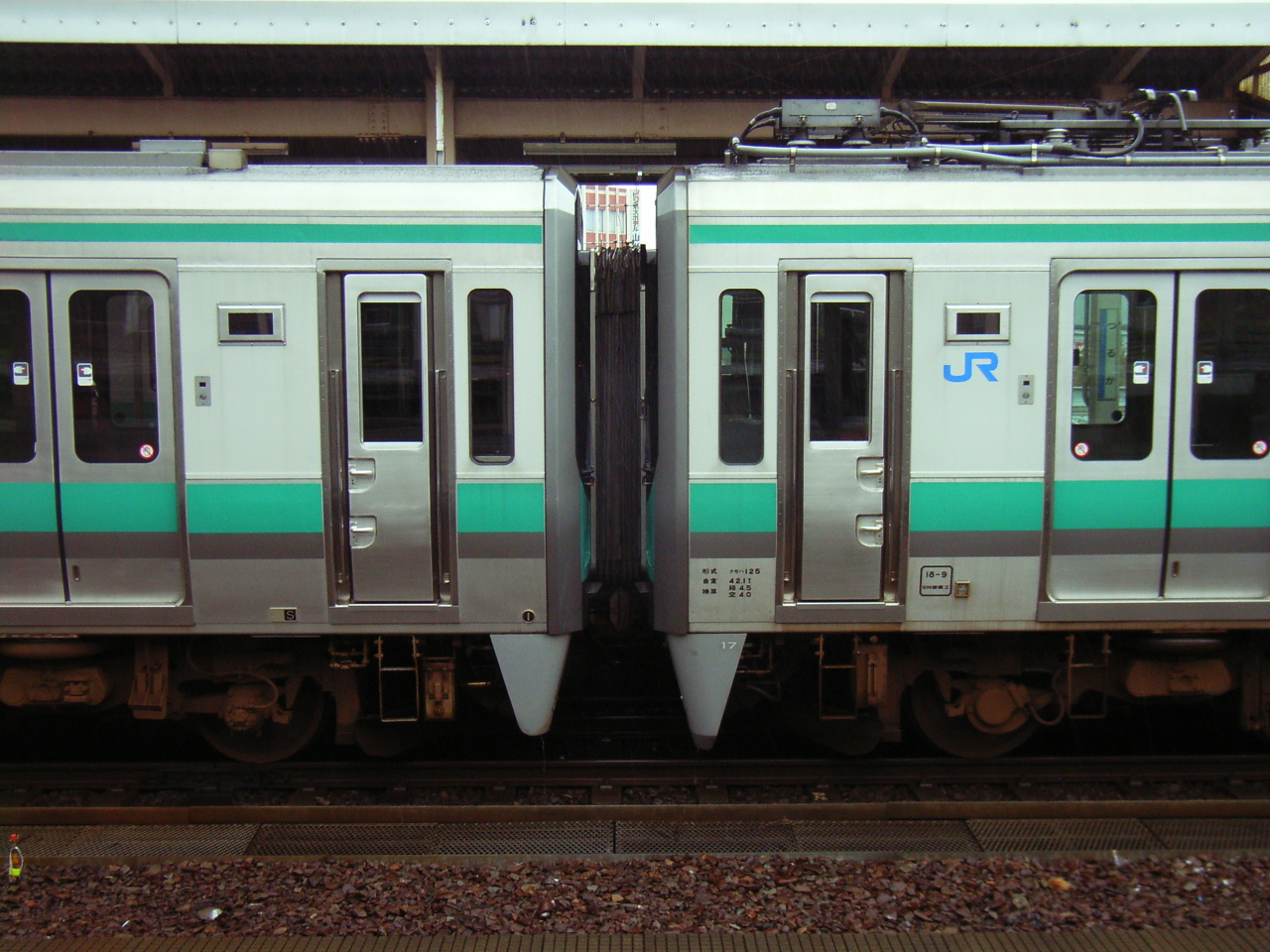
左邊為第一批次車，右邊是第三批次車。 可見窗戶顏色和端面下方側裙長度差異。
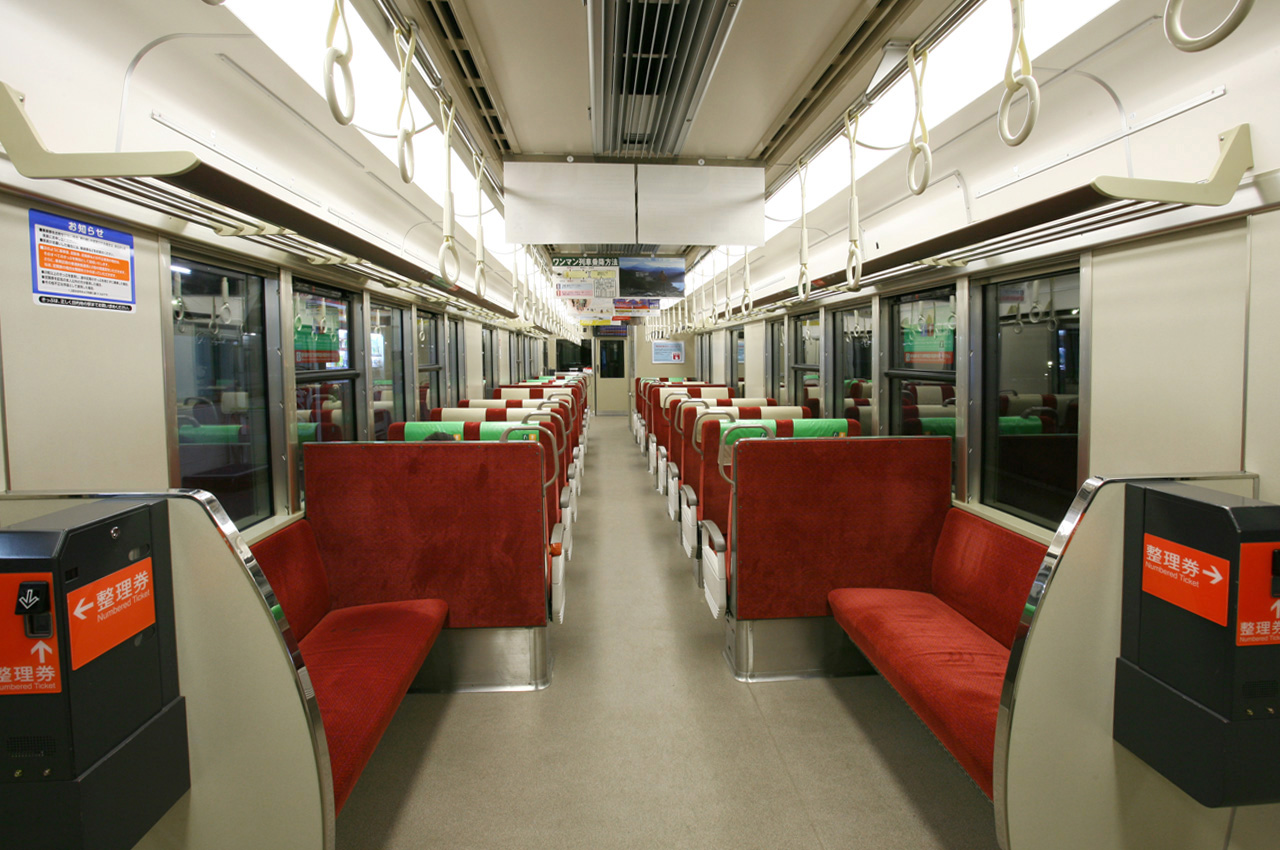
第三批次車，改用圓形燈罩。
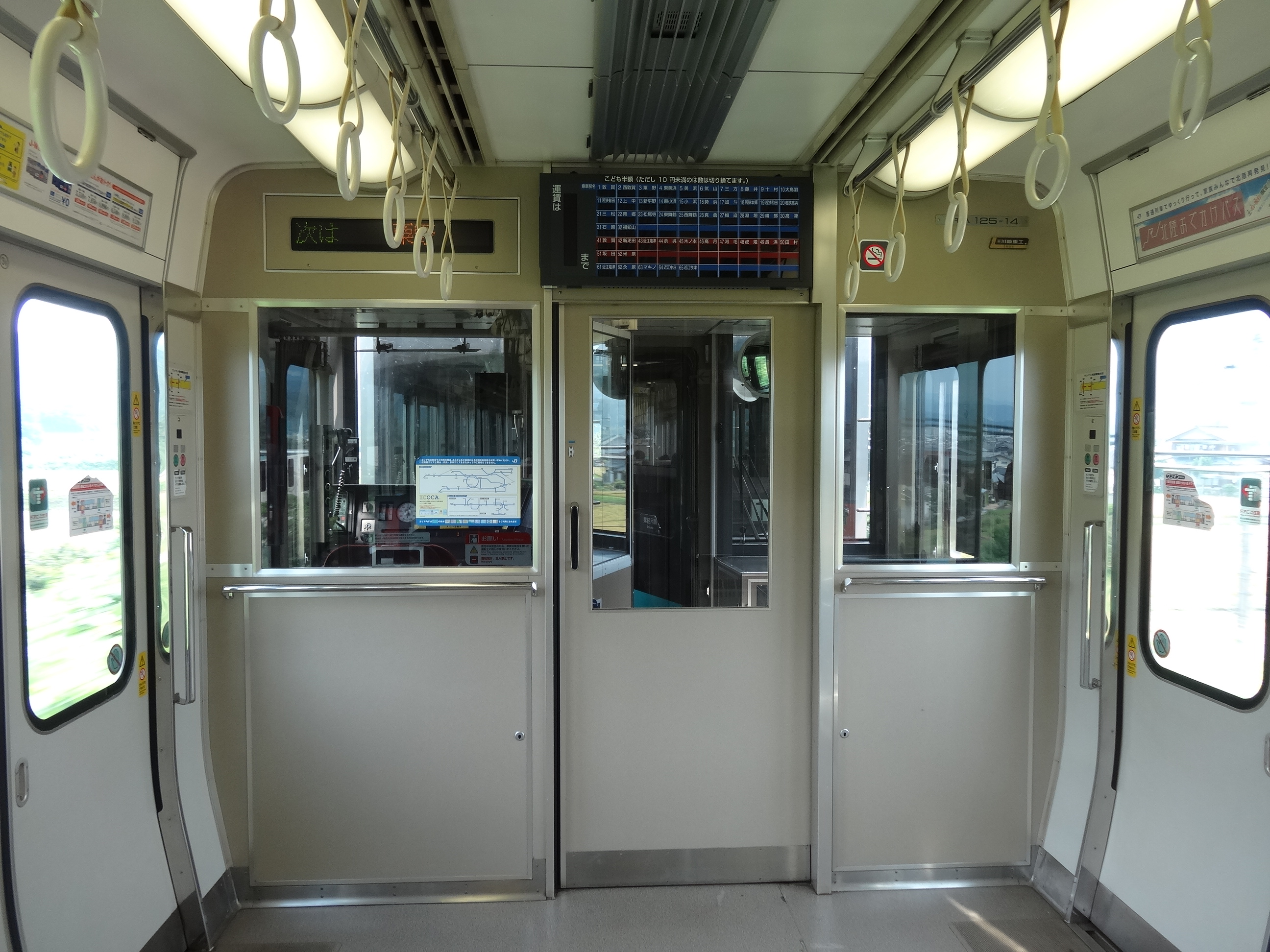
乘務員室與客室以拉門隔開。

## 運用
125系電聯車主要行駛于小濱線和加古川线。本型車基本設計是單車行駛，但最多可以五輛車編組行駛。 這是因為設計時預定行駛的路線，月台最大長度僅能容納五輛車編組。
由於變電站容量和路線線型，本型車於小濱線和加古川線的最高運行時速為85公里，北陸本線等其他路線的最高運行時速為120公里。